# Herb Liptowskiego Mikułasza
Herb Liptowskiego Mikułasza przedstawia na niebieskiej tarczy herbowej srebrną (białą) postać mężczyzny z brodą, ubranego w ornat i mitrę, szatę spodnią – albę oraz złote buty, trzymającego na uniesionej prawej dłoni książkę, a na niej trzy złote kule ułożone na kształt trójkąta, zaś lewą dłonią podtrzymuje złoty (żółty) pastorał oparty o ziemię w lewy skos. Niektóre elementy ornatu i mitry są także koloru złotego.
Mężczyzna to święty Mikołaj (svätý Mikuláš), patron handlarzy oraz żeglarzy, a od XIII wieku także miejscowego kościoła i całego miasta. Postać świętego pojawiła się po raz pierwszy już na pieczęci z XV wieku, choć w XVII wieku przedstawiany był w pozycji siedzącej. W XIX wieku jego wizerunek podobny jest do dzisiejszego – stojący, ze swoimi atrybutami świętego.
Obecny herb opracował rzeźbiarz Alfonz Groma. Herb znajdujący się na stronie miasta różni się szczegółami od tego z wizerunku obok.